# Port lotniczy Sudbury
Port lotniczy Sudbury (IATA: YSB, ICAO: CYSB) – port lotniczy położony 20 km na północny wschód od Greater Sudbury, w prowincji Ontario, w Kanadzie.

## Linie lotnicze i połączenia
- Air Canada Express obsługiwane przez Air Canada Jazz (Toronto-Pearson)
- Bearskin Airlines (Kapuskasing, North Bay, Ottawa, Sault Ste. Marie, Timmins, Thunder Bay)
- Porter Airlines (Toronto-Billy Bishop)
- Sunwing Airlines (Puerto Plata) [sezonowo]

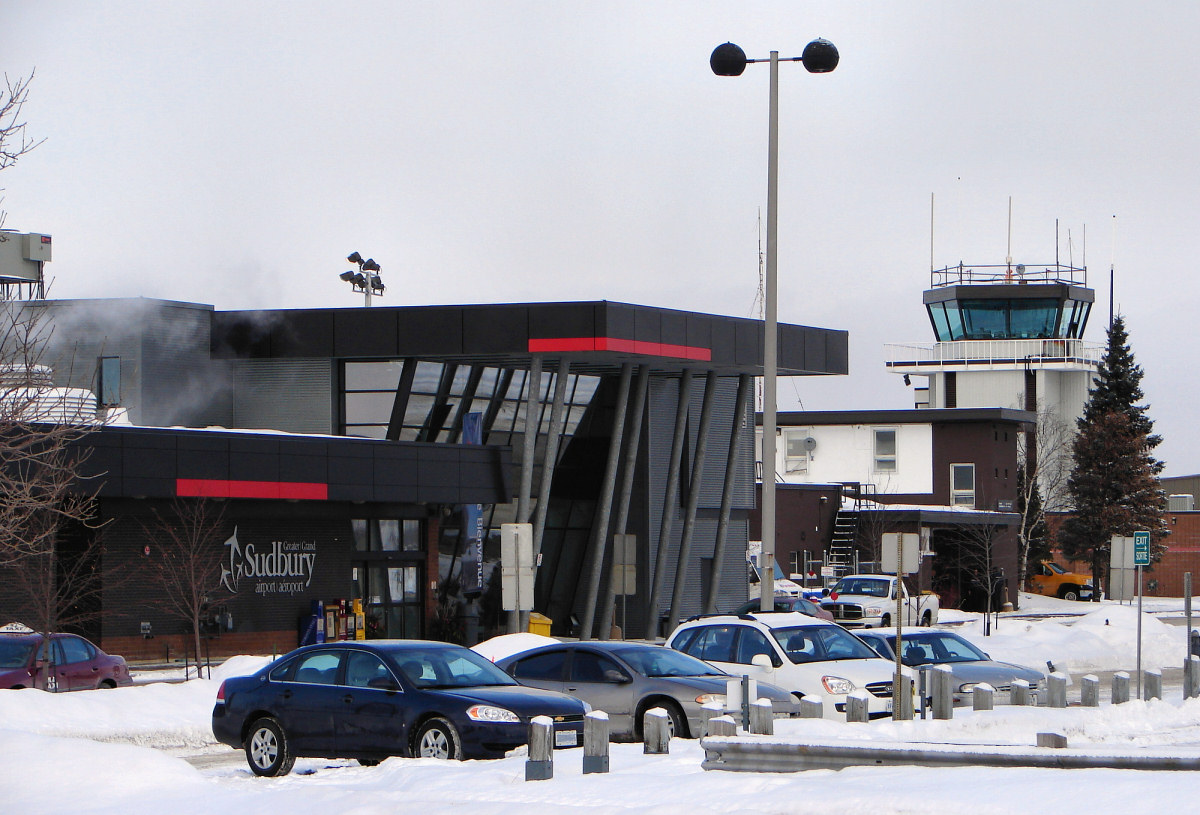
Terminal pasażerski